# Kaligentong (Pucang Laban)
Kaligentong is een bestuurslaag in het regentschap Tulungagung van de provincie Oost-Java, Indonesië. Kaligentong telt 1186 inwoners (volkstelling 2010).